# Syver Wærsted
Syver Westgaard Wærsted (Porsgrunn, 8 agosto 1996) è un ex ciclista su strada norvegese.

## Palmarès

### Strada
- 2015 (Dilettanti, una vittoria)

Sandefjord Grand Prix
- 2016 (Team Ringeriks-Kraft, una vittoria)

Scandinavian Race Uppsala
- 2018 (Uno-X Norwegian Development Team, due vittorie)

3ª tappa International Tour of Rhodes (Rodi > Rodi)
Ringerike Grand Prix
- 2020 (Uno-X Pro Cycling Team, una vittoria)

Stjørdal Grand Prix

#### Altri successi
- 2018 (Uno-X Norwegian Development Team)

Classifica giovani International Tour of Rhodes
- 2020 (Uno-X Pro Cycling Team)

2ª tappa Randers Bike Week (Randers)
Classifica generale Randers Bike Week

## Piazzamenti

### Competizioni mondiali
- Campionati del mondo

Ponferrada 2014 - In linea Junior: 94º
Bergen 2017 - Cronosquadre: 15º
Bergen 2017 - In linea Under-23: 120º

### Competizioni europee
- Campionati europei

Nyon 2014 - In linea Junior: 72º
Herning 2017 - In linea Under-23: 133º
Plouay 2020 - In linea Elite: ritirato
Monaco di Baviera 2022 - In linea Elite: 122º